# Raúl Calvo
Raúl Claudio Calvo (Santa Fe, 8 maggio 1917 – 9 settembre 1996) è stato un cestista e allenatore di pallacanestro argentino.

## Carriera
Con l'Argentina ha disputato 5 partite alle Olimpiadi di Londra 1948, classificandosi al 15º posto.